# キノリジニウム
キノリジン（Quinolizine）は、分子式 C9H8N で表される複素環式化合物である。+1価のキノリジニウムイオン（Quinolizinium ion）として存在し、芳香族性を示す。求電子試薬に対して不活性である一方、求核試薬に対しては活性で、N位で反応が起こり易い:113-114。
水素原子が1つ付加された化合物は下記に示す3通りが存在し、互いに互変異性の関係にある。芳香族性はない。

9aH-キノリジン
2H-キノリジン
4H-キノリジン